# Centro Cultural Infantil
Fundación Centro Cultural Infantil (CCI) es una institución sin fines de lucro que fomenta la educación artística en los jóvenes de Honduras.

## Historia
La Fundación Centro Cultural Infantil fue realizada en el año de 1992, en la ciudad de San Pedro Sula, como una organización sin fines de lucro que ayuda a los jóvenes hondureños a fomentar su habilidad artística.
Actualmente el CCI sigue activo.

## Clases impartidas
A partir del 2015, la Fundación abrió las puertas de la educación formal, con una escuela y jardín bilingüe, ofreciendo la maya currícular artística, en todas sus modalidades.
Se imparten los talleres de teatro, música, danza, pintura y artes plásticas. Además ofrece clases de inglés.
También cuenta con educación básica, kinder y jardín de niños.
Se estima que anualmente entre 400 a 500 niños y jóvenes se gradúan de un taller artístico, además la fundación provee becas para las familias más necesitadas.